# Srílanská literatura

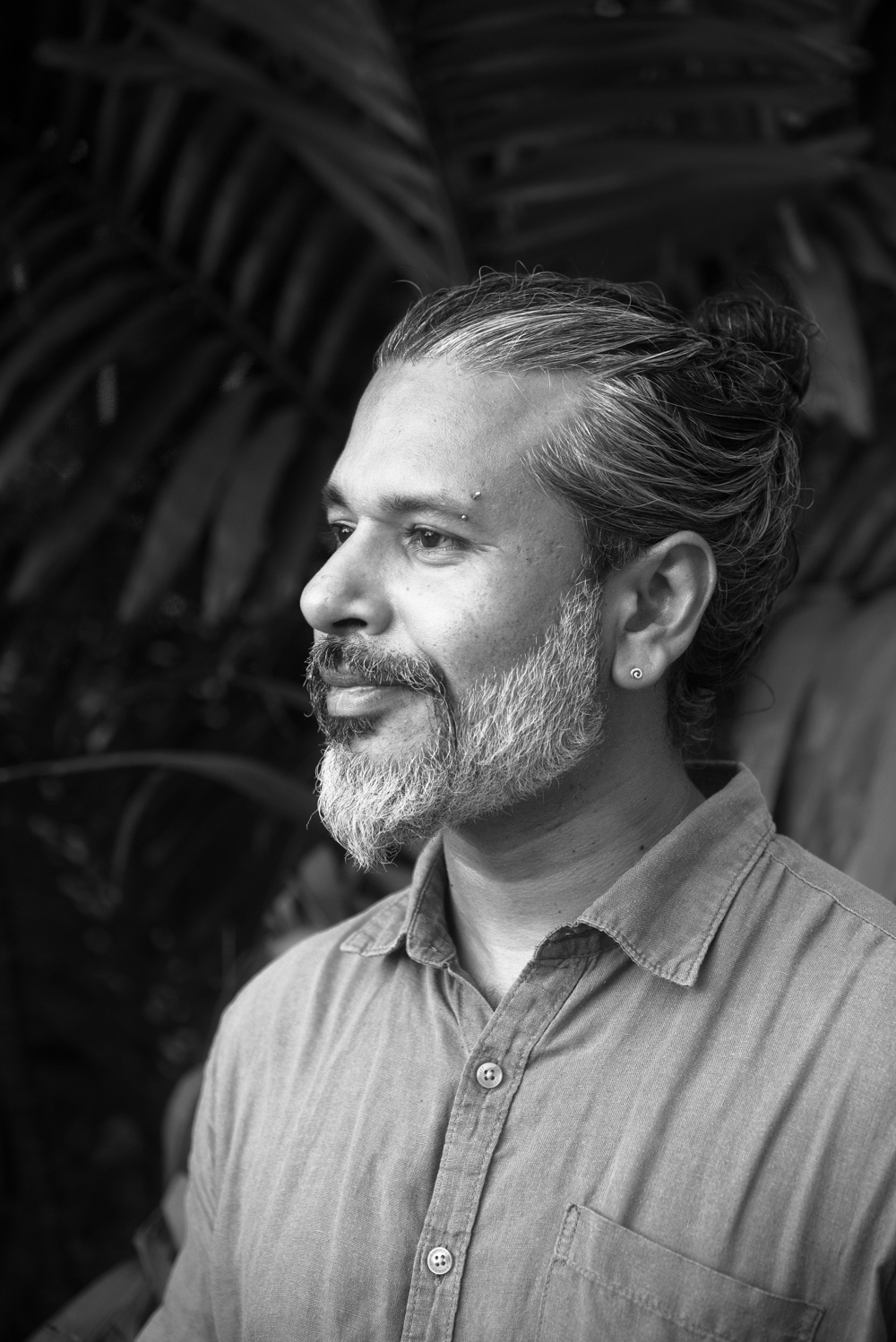
Šehan Karunatilaka, srílanský spisovatel a držitel Man Bookerovy ceny

Srílanská literatura je soubor literárních děl, která byla složena či napsána obyvateli Srí Lanky. Toto vymezení zahrnuje sinhálskou literaturu (tedy literaturu napsanou srílanskými Sinhálci jako většinovým etnikem), část tamilské literatury (tedy literaturu napsanou Tamily, kteří žijí na Srí Lance) a rovněž literaturu napsanou západními přistěhovalci nebo jejich potomky. Srílanská literatura vzniká jak na Srí Lance, tak v exilu. K nejčastěji užívaným jazykům patří sinhálština, tamilština a angličtina. Spojuje v sobě jihoindické kolonizační vlivy (zejména v podobě buddhismu a hinduismu), muslimské vlivy, křesťanské vlivy a další západní prvky, zejména v návaznosti na kolonizaci v rámci britského impéria.
V 5. století sestavil mnich Mahánáma v páli kroniku Mahávamsa, řazenou do kávjové literatury. Dílo vypráví o dějinách ostrova, hlavní roli v něm hrají králové Devanampiya Tissa a Dutthagámani, kteří na Srí Lanku uvedli buddhismus. Sinhálská poezie byla v rozkvětu přinejmenším od 7. století, kdy v rámci království Anurádhapuraí působilo „dvanáct velkých básníků“, jejichž díla se však nedochovala. Mnoho sinhálských textů bylo ztraceno během sinhálsko-portugalské války v 16. a 17. století. V kultuře srílanských Tamilů hrál největší roli jihoindický kávjový epos Manimékalai, který se na Srí Lance zčásti odehrává.
V roce 1796 se Srí Lanka stala britskou kolonií. Za britské nadvlády mělo na kulturu země vliv rozšíření křesťanských novin, hnutí Hela Havula (zaměřené na „očištění“ sinhálštiny od vlivu sanskrtu), spojené s jazykovědcem a básníkem Munidasou, a činnost W. A. Silvy, který v první polovině 20. století zpopularizoval romány v sinhálštině, a to jak původní, tak překladové. Od 20. let 20. století se začala rozvíjet také povídkářská tradice. Za jejího zakladatele je považován Martin Wickramasinghe. Do srílanské literatury vnesl vlivy Čechova, Poea či Maupassanta, velký inspirativní vliv však měly také džátaky, příběhy o minulých životech Buddhy. Za první moderní sinhálský román bývá označována Wickramasingeova Gamperaliya (Proměna vesnice, 1944).
Po zisku nezávislosti v roce 1948 se na literatuře začaly silněji podepisovat etnické třenice mezi Sinhálci a Tamily, občanská válka, ale také vliv marxismu. Oblíbeným heslem se stal „návrat ke kořenům“ (byť mnozí autoři publikovali stále pouze v angličtině) a historické náměty. Anglofonní dramata a povídky v psal od 50. let především Lucien de Zoysa. Svou hrou Fortress in the Sky (Pevnost v nebesích). zobrazující život krále Kašjápy II. v 7. století. Historickou tematikou se inspiroval též badatel a spisovatel Alankarage Victor Suraweera a Michael Ondaatje, jenž ze Srí Lanky emigroval do Kanady a proslavil se knihou Anglický pacient (1992), za niž získal Man Bookerovu cenu. Komunistické povstání v roce 1971 ve svých dílech zvěčnil Rádža Proctor a Edirivira Saraččandra. V roce 2022 získal Man Bookerovu cenu také Šehan Karunatilaka.